# Salix pedicellata
Salix pedicellata — вид квіткових рослин із родини вербових (Salicaceae).

## Морфологічна характеристика

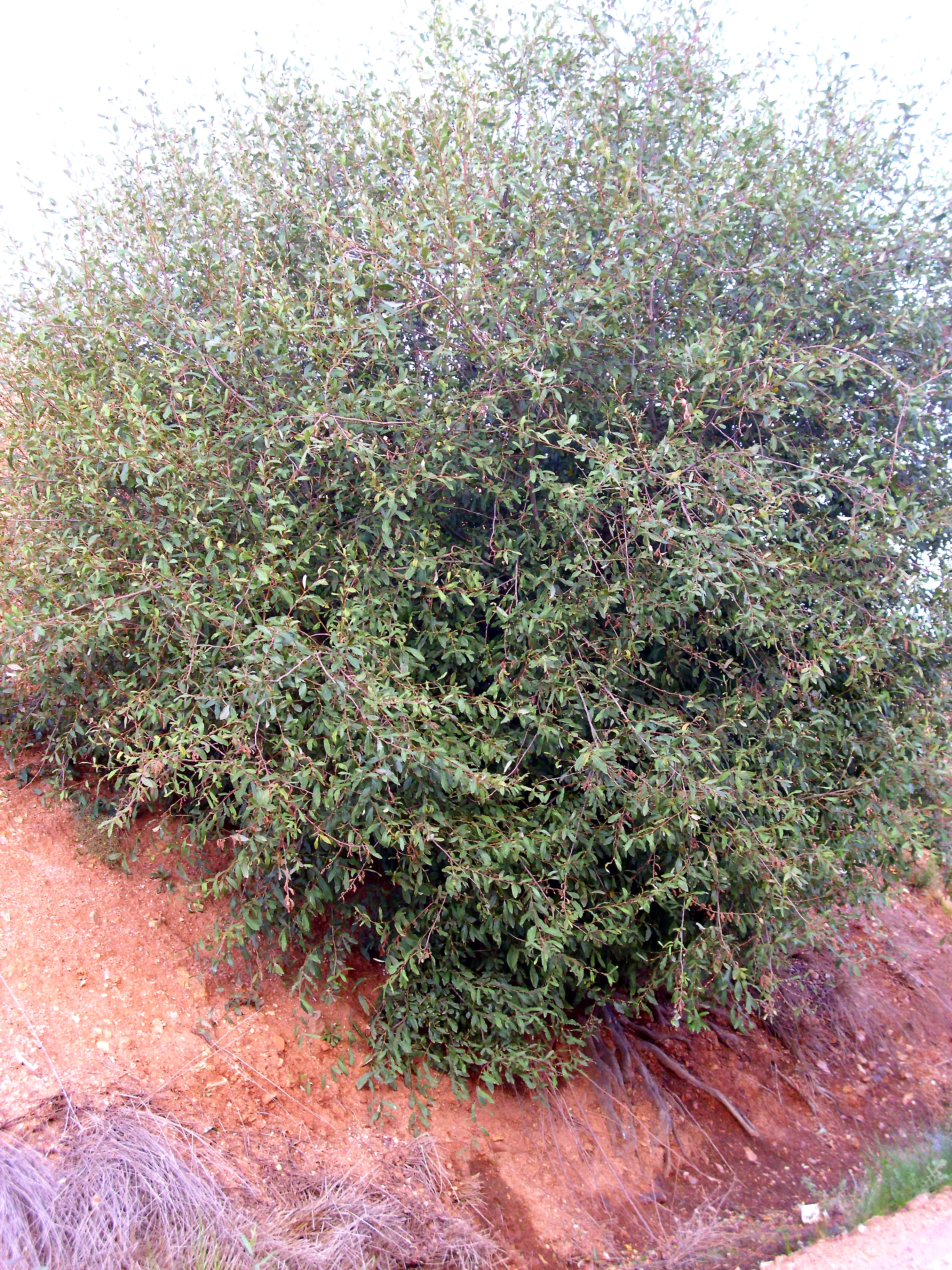

Це дерево чи кущ.

## Середовище проживання
Алжир, Італія — материк, Марокко, Іспанія — материк, Туніс. Це багаторічна рослина, що населяє узбережжя річок низьких і середніх гір.

## Загрози
Збільшення урбанізації та посухи, а також використання цієї рослини для видобутку дубильних речовин є головною загрозою для цього виду.

## Використання
Використовується для вилучення дубильних речовин.